# Гленберн (Пенсилванија)
Гленберн (енгл. Glenburn) насељено је место без административног статуса у америчкој савезној држави Пенсилванија.

## Демографија
По попису из 2010. године број становника је 953, што је 259 (-21,4%) становника мање него 2000. године.
| Група             | 2000.         | 2010.       |
| Белци             | 1.167 (96,3%) | 888 (93,2%) |
| Афроамериканци    | 1 (0,1%)      | 6 (0,6%)    |
| Азијати           | 15 (1,2%)     | 11 (1,2%)   |
| Хиспаноамериканци | 19 (1,6%)     | 26 (2,7%)   |
| Укупно            | 1.212         | 953         |